# The Trans Space Octopus Congregation
The Trans Space Octopus Congregation: Stories, abreviado como The Trans Space Octopus Congregation, es una obra de ciencia ficción y fantasía de 2019, compuesta por 23 historias cortas escritas por Bogi Takács.

## Contenido
La obra abarca un total de 23 historias distintas de ciencia ficción, muchas de ellas con toques mágicos o de fantasía. A su vez, muchas de estas historias están lideradas por personajes de género no binario o género neutro. Estas historias muestran también a personajes más sumisos o complacientes en posiciones de liderazgo, a la vez que reciben un profundo respeto por aquellas personas cercanas a ellas, mientras que aquellos personajes que tratan de aprovechar la sumisión para ejercer una opresión son mostrados como antagónicos.
Así mismo, la obra aprovecha los contextos ficticios de fantasía y ciencia ficción para explorar las relaciones BDSM o con jerarquías de poder, mostrando en muchos casos a los personajes sumisos como aquellos capaces de acceder a la magia, que desempeña un rol importante en todas las historias. La obra se compone de las siguientes historias cortas:
- “This Shall Serve as a Demarcation”
- “Some Remarks on the Reproductive Strategy of the Common Octopus”
- “A Superordinate Set of Principles”
- “Forestspirit, Forestspirit”
- “Given Sufficient Desperation”
- “Changing Body Templates”
- “For Your Optimal Hookboarding Experience”
- “Increasing Police Visibility”
- “Good People in a Small Space”
- “Recordings of a More Personal Nature”
- “This Secular Technology”
- “Three Partitions”
- “Unifications”
- “The Size of a Barleycorn, Encased in Lead”
- “To Rebalance the Body”
- “Shovelware”
- “The Oracle of DARPA”
- “Toward the Luminous Towers”
- “Wind-Lashed Vehicles of Bone”
- “The Need for Overwhelming Sensation”
- “Spirit Forms of the Sea”
- “All Talk of Common Sense”
- “Standing on the Floodbanks”

## Recepción
Sara L. Uckelman, escribiendo para SFF Reviews, alabó la obra por su uso del medio literario para mostrar a través de sus historias lo importante y lo insignificante que es a la misma vez el género, así como su fuerte representación de personajes trans y no binarios. Así mismo, destacó que muchas de las historias estaban inspiradas por la ciencia del mundo real, con notas al pie de página que indicaban como obtener acceso a las piezas de investigación que habían dado lugar a dichas historias.
Por su parte, Ada Hoffman, escribiendo para su propio blog de reseñas, alabó la gran variedad de temas tratados a través de las distintas historias que componen la obra, abarcando desde la fantasía histórica hasta la space opera, pasando también por alegorías a la situación política actual. Así mismo disfrutó la presencia de personajes autistas y neurodivergentes en la obra, que perseveran y disienten de los comportamientos neurotípicos, aunque la palabra «autismo» nunca es usada explícitamente en ninguna de las historias.

## Premios y reconocimientos
En 2021 Alyssa Shotwell, escribiendo para The Mary Sue, incluyó el título en su lista de mejores obras de fantasía y ciencia ficción trans con las que obsesionarse, incluyendo también títulos como Los chicos del cementerio de Aiden Thomas.
En 2022 la obra fue finalista al Premio Literario Lambda en la categoría de ficción transgénero.